# Anatolij Archipow
Anatolij Siemionowicz Archipow, ros. Анатолий Семёнович Архипов (ur. 3 lipca 1925 w Łużkach (obwód riazański), Rosyjska FSRR, zm. 20 maja 2007 w Moskwie) – rosyjski piłkarz, grający na pozycji obrońcy, hokeista i trener piłkarski.

## Kariera hokejowa
Od najmłodszych lat zaczął grać w bandy w drużynie dziecięcej Dinama Moskwa, wraz z dobrze znanymi w przyszłości hokeistami Jurijem Tarasowym i Borisem Kułaginym. W 1944 roku dołączył do Krylji Sowietow Moskwa, zimą grał w bandy na pozycji prawego skrzydłowego, a latem w piłkę nożną na pozycji obrońcy. W końcu 1946 został zaproszony przez młodego trenera Anatolija Tarasowa do WWS Moskwa. Archipow grał razem w trójce z takimi wielkimi mistrzami hokeja, jak Wiktor Szuwałow i Wsiewołod Bobrow. Zdobył mistrzostwo ZSRR w bandy w roku 1950 i 1951. W 1953 zakończył występy w bandy.

## Kariera piłkarska
Po zakończeniu II wojny światowej rozpoczął karierę piłkarską w klubie Krylja Sowietow Moskwa i Trudowyje Riezierwy Moskwa. Przed rozpoczęciem sezonu 1947 roku przeniósł się do wojskowego zespołu WWS Moskwa. W 1953 po rozformowaniu WWS dołączył do DO Tbilisi, a latem powrócił do Moskwy, gdzie został piłkarzem Torpeda. Latem 1956 przeszedł do Metałurha Dniepropetrowsk, do którego zaprosił Nikołaj Morozow, z którym grał razem wcześniej w WWS i Torpedo. W 1958 roku bronił barw Szachtara Kadijewka, a w 1959 zakończył karierę piłkarza w ODO Tbilisi.

## Kariera trenerska
Po zakończeniu kariery piłkarza rozpoczął pracę szkoleniowca. W 1962 dołączył do sztabu szkoleniowego Bałtiki Kaliningrad. Latem 1965 objął prowadzenie Awanharda Tarnopol, z którym pracował do końca 1966 roku. W 1967 pomagał trenować Dnipro Dniepropetrowsk. W 1968 prowadził Zirkę Kirowohrad. Potem ponownie pracował na stanowisku w sztabie szkoleniowym Dnipra Dniepropetrowsk, kierowanym przez Wałerija Łobanowskiego. Latem 1972 został zaproszony do Tawrii Symferopol. W 1974 trenował Mietałłurg Lipieck. Potem pomagał trenować kluby Krywbas Krzywy Róg i Metałurh Zaporoże. Od maja 1982 do końca 1983 prowadził Frunzeneć Sumy.

## Sukcesy i odznaczenia

### Zawodnik bandy
WWS Moskwa
- mistrz ZSRR: 1950, 1951

### Sukcesy piłkarskie
WWS Moskwa
- półfinalista Pucharu ZSRR: 1951

### Odznaczenia
- tytuł Mistrza Sportu ZSRR w bandy: 1950
- tytuł Mistrza Sportu ZSRR w piłce nożnej: 1969
- tytuł Zasłużonego Trenera Ukraińskiej SRR: 1971